# Dordżsürengijn Cogdzolmaa
Dordżsürengijn Cogdzolmaa (mong. Доржсүрэнгийн Цогзолмаа; ur. 2001) – mongolska zapaśniczka walcząca w stylu wolnym.
Złota medalistka MŚ wojskowych w 2023. Trzecia na mistrzostwach Azji U-23 w 2019 i 2023 roku.